# 鍋ヶ滝
鍋ヶ滝（なべがたき）は、熊本県阿蘇郡小国町にある滝。

## 概要

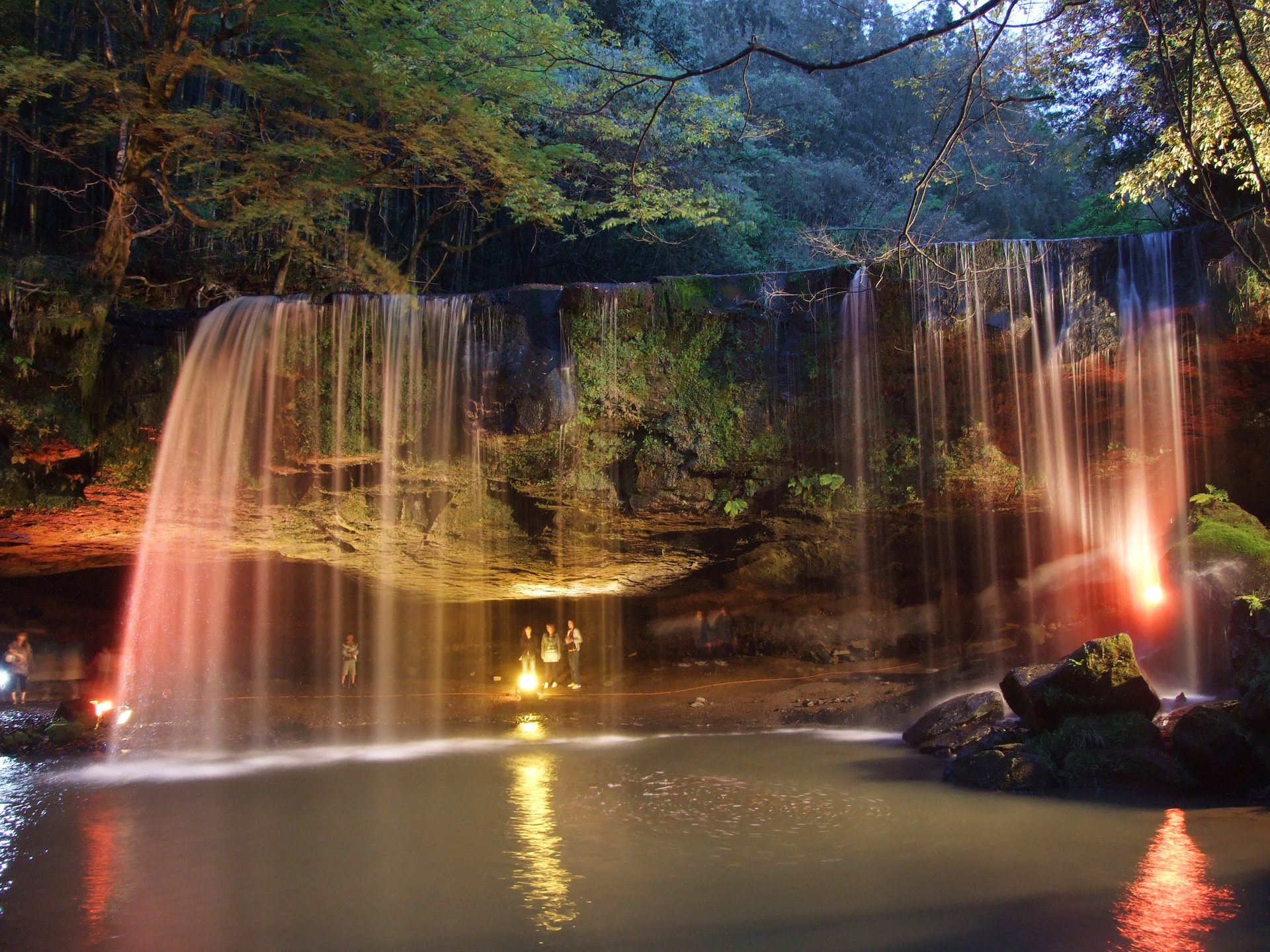
正面から撮影した鍋ヶ滝（2008年5月）

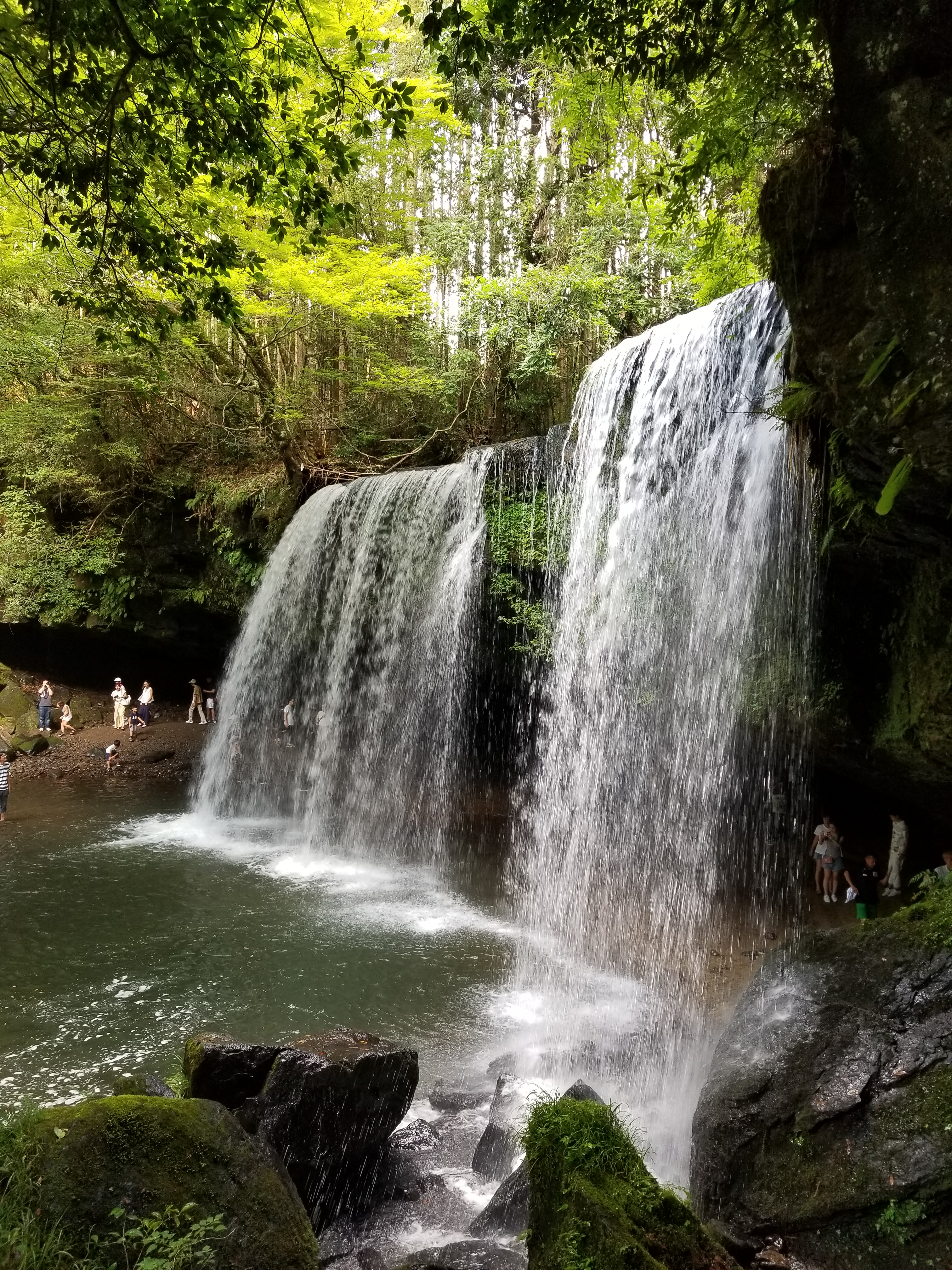
左岸からの眺め。2017年8月撮影。

裏見の滝の代表例として知られる。滝の規模の割に、滝裏の空間が広い。
決して規模の大きな滝とは言えないが、優美なその姿にアクセスの良さが相俟って、好被写体として人気がある。松嶋菜々子が出演したテレビCM（生茶）のロケ地としても使用されたことで、知る人ぞ知る場所から、年間24万人が訪れる観光地となった。地元でもこれに呼応して、階段の整備や近隣の小学校跡地を駐車場にしてシャトルバスで送迎するなどの受入体制をとった。
2020年、新型コロナウイルス感染症の流行を受けシャトルバスを運休せざるを得なくなったことを契機として、2021年11月から鍋ヶ滝公園への入園に事前予約制を導入した。この取り組みは、混雑緩和につながるものとして、「世界の持続可能な観光地TOP100選2022」に選ばれた。今後は、予約システムで集めた顧客データの有効活用を検討している。

## アクセス
- JR九州豊肥本線阿蘇駅から九州産交バス杖立温泉行に乗車し「ゆうステーション」下車、タクシーで10分。
- 西鉄天神高速バスターミナル・博多バスターミナルから高速バス福岡 - 黒川温泉線に乗車し「ゆうステーション」下車、タクシーで10分。
- 大分自動車道日田インターチェンジから36㎞、九州自動車道熊本インターチェンジから60㎞。
- 駐車場から滝前まで徒歩数分。遊歩道は滝裏に至るまでよく整備がなされており、杖の貸し出しもある。